# Rollo del templo

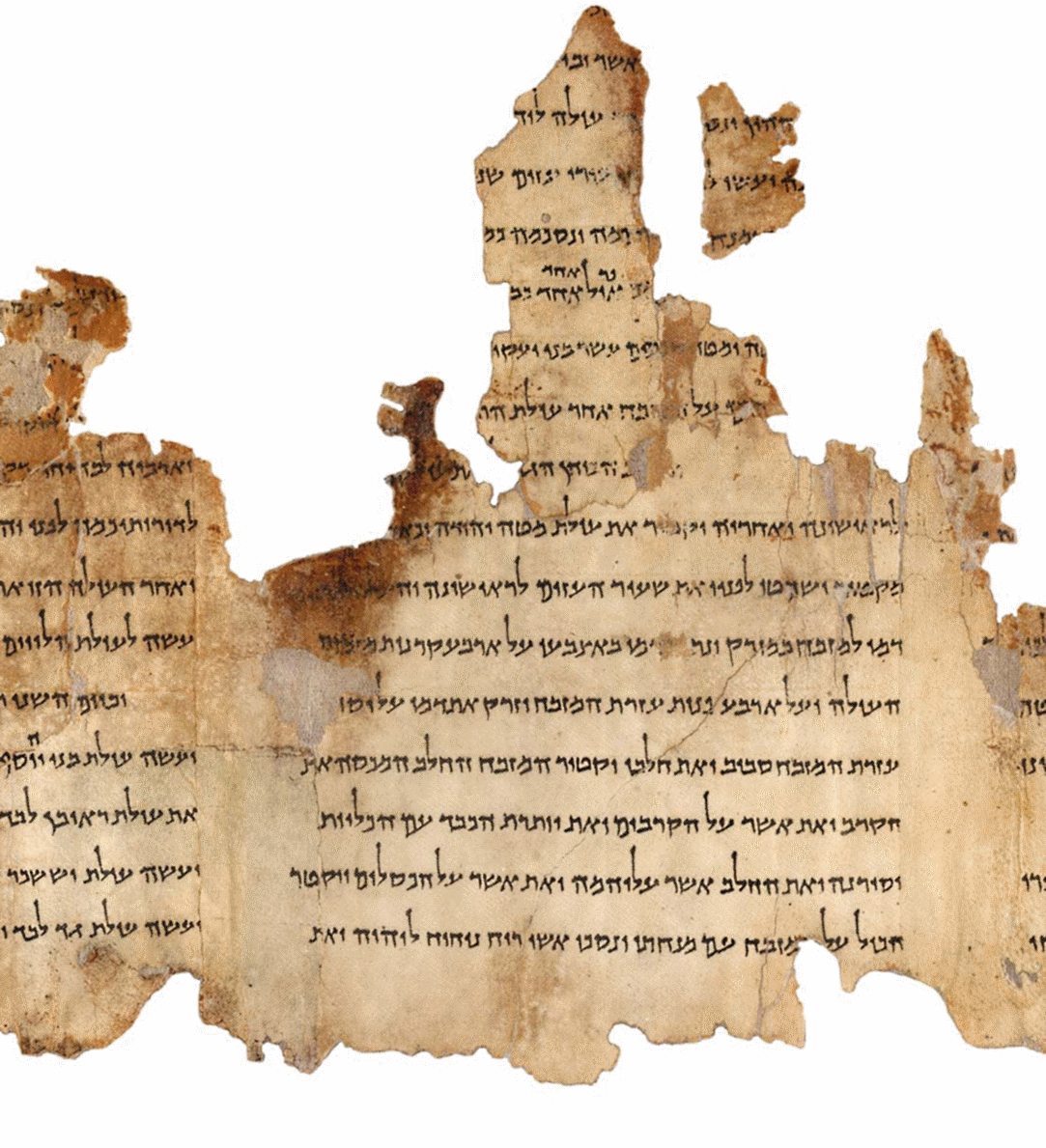
Parte del Rollo del Templo

El Rollo del Templo (מגילת המקדש) es el más largo de los Manuscritos del Mar Muerto. Entre los hallazgos de Qumrán se le ha asignado la referencia: 11QTemple Scrolla (11Q19 [11QTa]). Describe un templo judío, junto con extensas y detalladas normas sobre los sacrificios y las prácticas del templo. El documento está escrito en forma de revelación de Dios a Moisés, con el significado de que este es el templo más apropiado que fue revelado a Moisés, y que las instrucciones de Moisés fueron olvidadas o ignoradas cuando Salomón construyó el Primer Templo en Jerusalén. En otras palabras, en la mente del autor del Rollo, «Salomón debería haber construido el Primer Templo tal y como se describe aquí, en el Rollo del Templo».

## Introducción
El Rollo del Templo está escrito en hebreo en la escritura cuadrada herodiana de finales del Período del Segundo Templo, y consta de 65 columnas (19 piezas de cuero) y mide 9 metros de largo. La parte exterior del rollo sufrió daños considerables a lo largo de muchos siglos, con la consecuencia de que las columnas 2 a 14 tienen muchas palabras y frases que faltan. A partir de la columna 15, la parte interior del rollo está mejor conservada.
La mayor parte del texto es una reelaboración de material bíblico (en su mayor parte del Éxodo capítulo 34 al Deuteronomio capítulo 23), aunque no en el mismo orden que en la Biblia hebrea; a veces combina diferentes textos bíblicos para presentar una visión novedosa y hay partes que no son bíblicas, pero que se presentan utilizando la fraseología bíblica. La ortografía de las palabras difiere a menudo del Texto Masorético, con alguna que otra palabra añadida a la narración bíblica y el uso frecuente del plene scriptum.
No existe consenso académico sobre la fecha, el origen, el autor o los autores, ni sobre su relación con la comunidad de Qumrán. Algunos estudiosos atribuyen el Rollo del Templo a la aislada comunidad de Qumrán, mientras que otros no ven ninguna conexión con la comunidad de Qumrán; en cambio, consideran que se trata de un documento sacerdotal (posiblemente zadokita) que fue escondido en una cueva por los zelotes durante su huida de Jerusalén en el año 70 d. C., antes de la destrucción romana del Templo.
Mediante rayos X, las muestras del rollo mostraron que los fragmentos tienen una proporción de cloro y bromo aproximadamente tres veces mayor que la encontrada en el agua de mar, por lo que los investigadores concluyen que el pergamino del rollo pudo haber sido elaborado con agua del mar Muerto.

## Un templo idealizado
El rollo describe un complejo del Templo dispuesto en tres patios cuadrados concéntricos que se asemejan al campamento de los israelitas en el desierto durante su éxodo de Egipto a la tierra prometida.
En el Rollo del Templo se presenta un plano idealizado del Templo «cuadrado». Johann Maier calculó que las dimensiones del rollo de los tres patios «interiores» son:
- Patio interior: 280 codos × 280 codos (300 × 300 cuadrados exteriores)
- Patio central: 480 codos × 480 codos (500 × 500 cuadrados exteriores)
- Patio exterior aproximadamente 1600 codos × 1600 codos[7] [Contra Yadin, cuyo esquema de las medidas del patio exterior es 294 × 294, 480 × 480, 1590 × 1590 (o 1600 × 1600).][8]

Las normas sacrificiales del Éxodo, Levítico y Deuteronomio se mezclan y se unen en una unidad cohesionada para el Templo ideal. Las dimensiones del Templo son mucho mayores que las del Primer Templo de Salomón, lo que probablemente refleja el aumento significativo de la población cuyas necesidades debían satisfacerse. Esto significa claramente que el Rollo es anterior a las dramáticas ampliaciones del Segundo Templo (a veces denominado Templo de Herodes) que Herodes el Grande instituyó para satisfacer esas mismas necesidades generadas por el importante crecimiento demográfico.
Los cuatro lados iguales del templo propuesto encuentran un modelo anterior en el templo de Ezequiel (capítulos 40-47 de Ezequiel).
El Rollo del Templo describe un templo, comenzando por el santuario interior, también conocido como el Santo de los Santos, y avanzando hacia el exterior. El primer patio está reservado para los sacerdotes, el segundo patio es «el área para los hombres cualificados para el culto» y el tercero es «el área para los israelitas ritualmente puros».